# Marco Rossi (labdarúgó, 1963)
Marco Rossi (Forlì, 1963. április 30. –) olasz labdarúgó, edző.

## Pályafutása
1980–1983 között a Cesena, 1983–1985 között a Francavilla labdarúgója volt. 1985–1989 között a Parma játékosa volt, de közben 1987–88-ban aPrato csapatában szerepelt kölcsönben. 1989–90-ben a Spezia, 1990–91-ben a Venezia, 1991–1996 között ismét Prato labdarúgója volt. 1996–97-ben a Lucchese együttesében fejezte be az aktív játékot.